# Änev

Änev (turkmeniska: Änew, alternativt Anau eller Annau) är en stad i södra Turkmenistan samt huvudstad i provinsen Achal. Staden ligger 8 kilometer sydöst om landets huvudstad Asjchabad, vilka sammankopplas genom M37-motorvägen. I området har man funnit spår av liv som dateras ända tillbaka till 2000-talet f.Kr. Per folkräkningen år 1989 hade staden 9 332 invånare. Fram till år 2010 hade befolkningen ökat och enligt en beräkning var siffran 30 042.

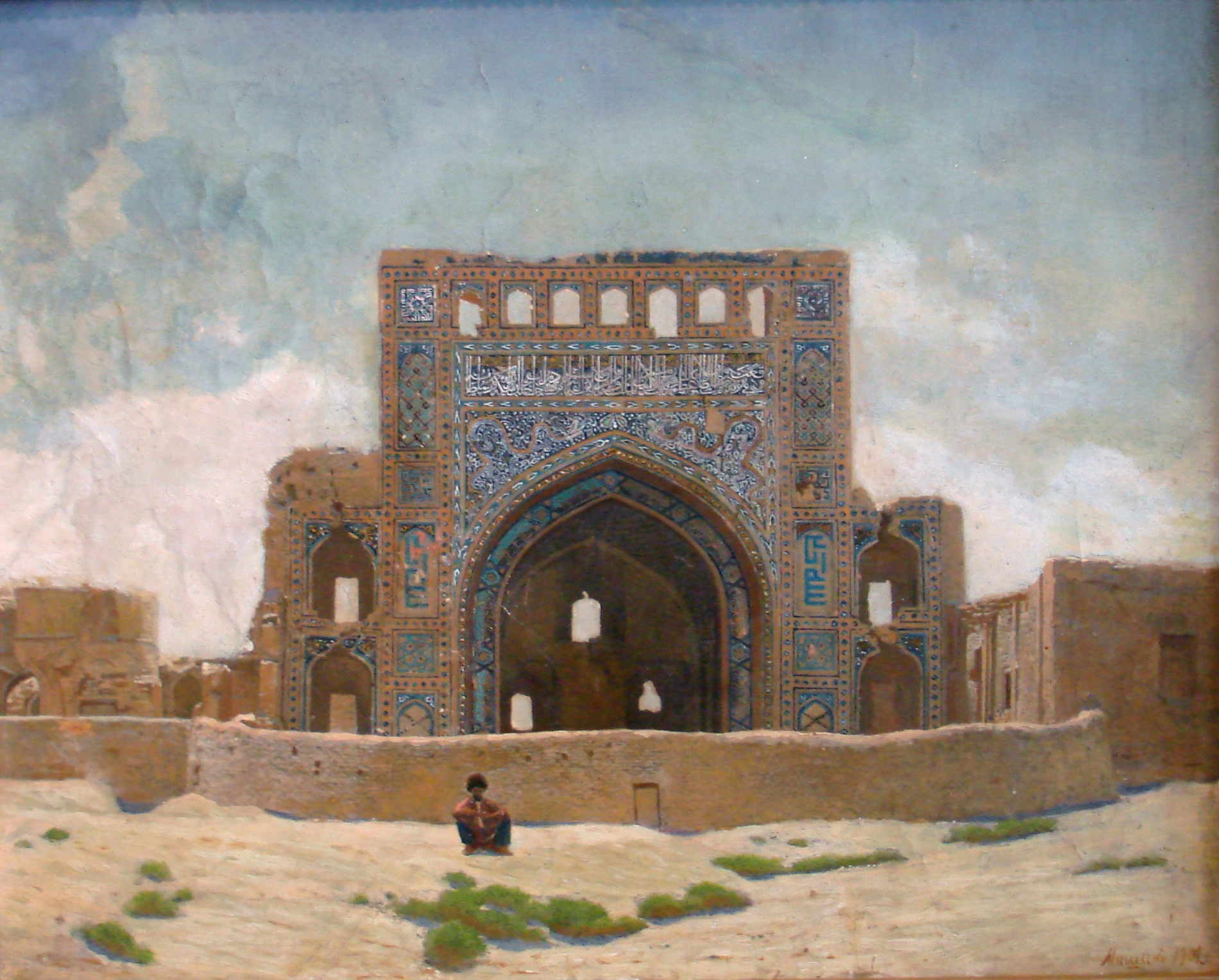
Änev

Det alternativa namnet på staden, Anau, kommer av det persiska ab-i nau (آب نو), med betydelsen nytt vatten.